# Saharon Shelah
Saharon Shelah, född 3 juli 1945 i Jerusalem, är en israelisk matematiker. Shelah är för närvarande professor vid Hebrew university samt vid Rutgers i USA. Shelah har i huvudsak arbetat med metoder från matematisk logik, men har bland annat med hjälp av dessa löst ett flertal problem inom ett antal delar av matematiken. Han är en av världens mest produktiva matematiker och har publicerat närmare 900 arbeten, inklusive ett flertal omfångsrika böcker med originalforskning.
Några av Shelahs främsta resultat är:
- Skapandet av stabilitets- och klassifikationsteorin inom modellteori.
- Utvecklingen av proper forcing.
- Skapandet av PCF-teorin, som givit verktyg för att visa intressanta egenskaper hos kardinaltalsaritmetiken för singuljära kardinaltal inom ramen för ZFC.
- Beviset för att existensen av Whiteheadgrupper är oavgörbar
- Primitivt rekursiva begränsningar för van der Waerdentalen.

Shelah har mottagit flera prestigefyllda priser, däribland Wolfpriset och Bolyaipriset.